# Baumkuchen
Baumkuchen é uma variedade alemã de bolo assado em um espeto. É um doce tradicional em muitos países da Europa e também uma sobremesa popular no Japão. Os anéis característicos que aparecem quando fatiado lembram anéis de crescimento de um tronco de árvore, e dão ao bolo seu nome, Baumkuchen, que pode ser traduzido como "bolo-árvore".

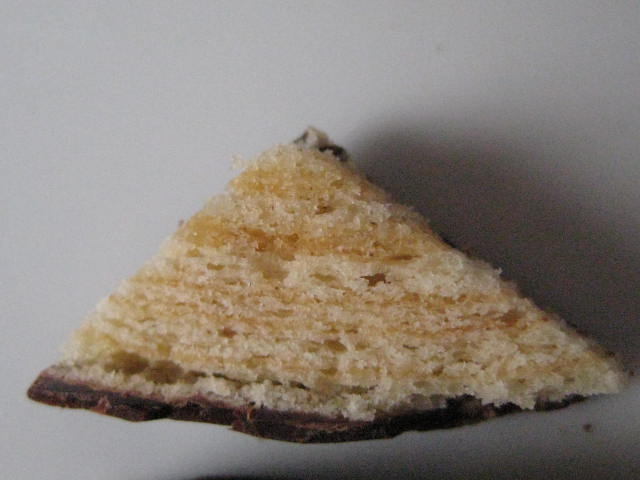
As camadas características lembram anéis de crescimento.

## História
As origens do baumkuchen e de onde foi assado pela primeira vez são incertas. Uma teoria é a de que o baumkuchen foi inventado na cidade alemã de Salzwedel, história essa que a própria cidade populariza, e tem sido feito lá desde o século 19. Outra teoria sugere que começou como um bolo de casamento húngaro, derivado do antigo doce húngaro kürtőskalács (bolo chaminé). Em Ein neues Kochbuch (lit. "Um novo livro de receitas"), o primeiro livro de cozinha escrito para chefs profissionais por Marx Rumpolt,há uma receita de baumkuchen. Essa publicação faz a origem do baumkuchen remontar a pelo menos 1581, ano de publicação do livro. Marx Rumpolt trabalhara anteriormente como chef na Hungria e Boêmia. Em 1682, um médico rural que trabalhava para Johann Sigismund Elsholtz preparou um prato semelhante.

## Características

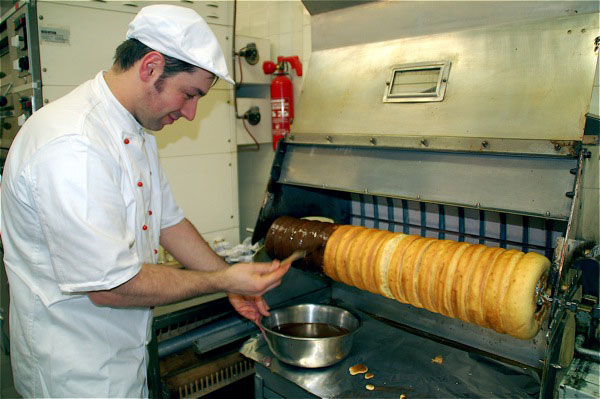
Baumkuchen sendo assado na Alemanha. Aqui, aplicação da cobertura de chocolate.

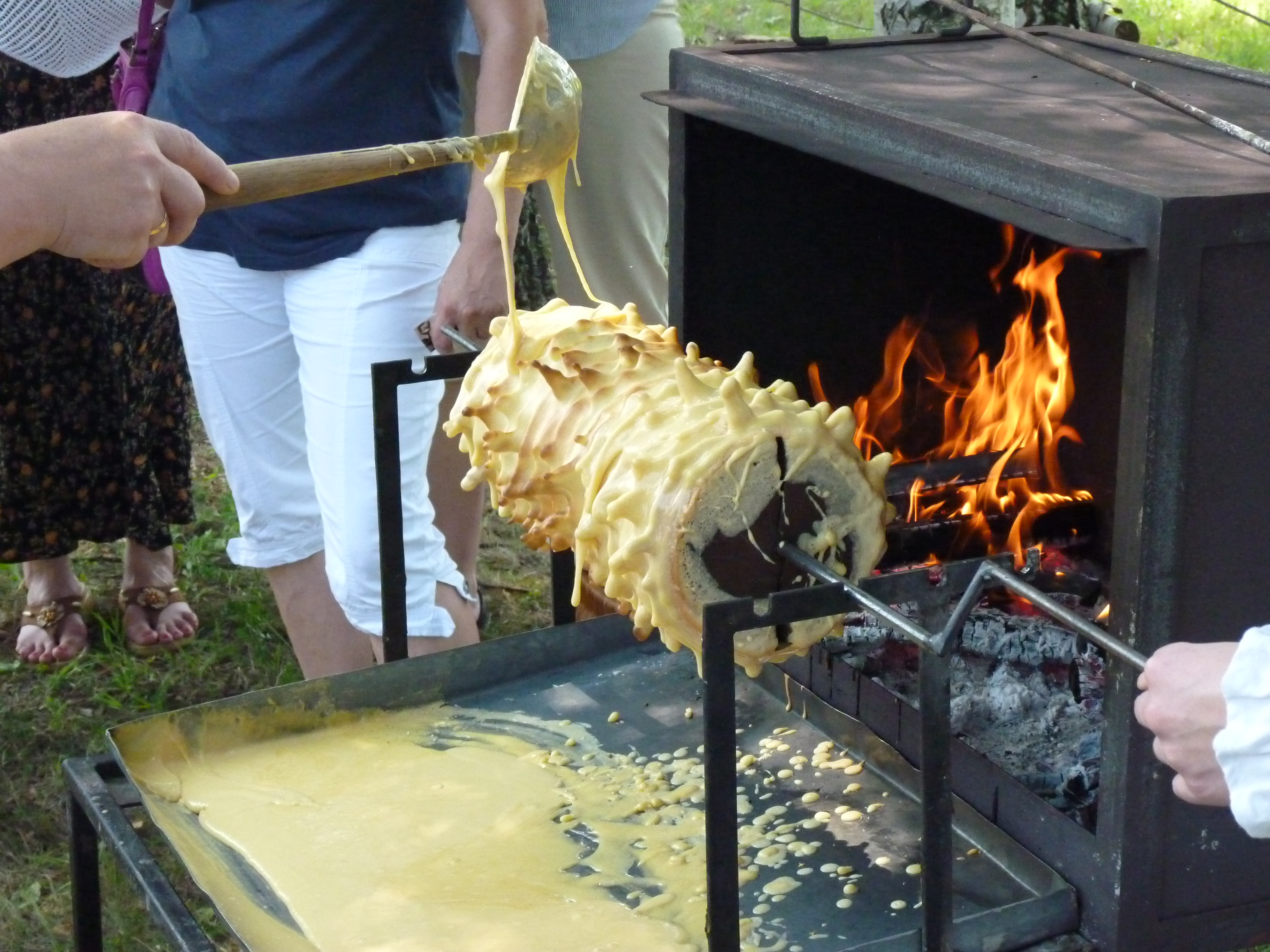
Sękacz na Polônia

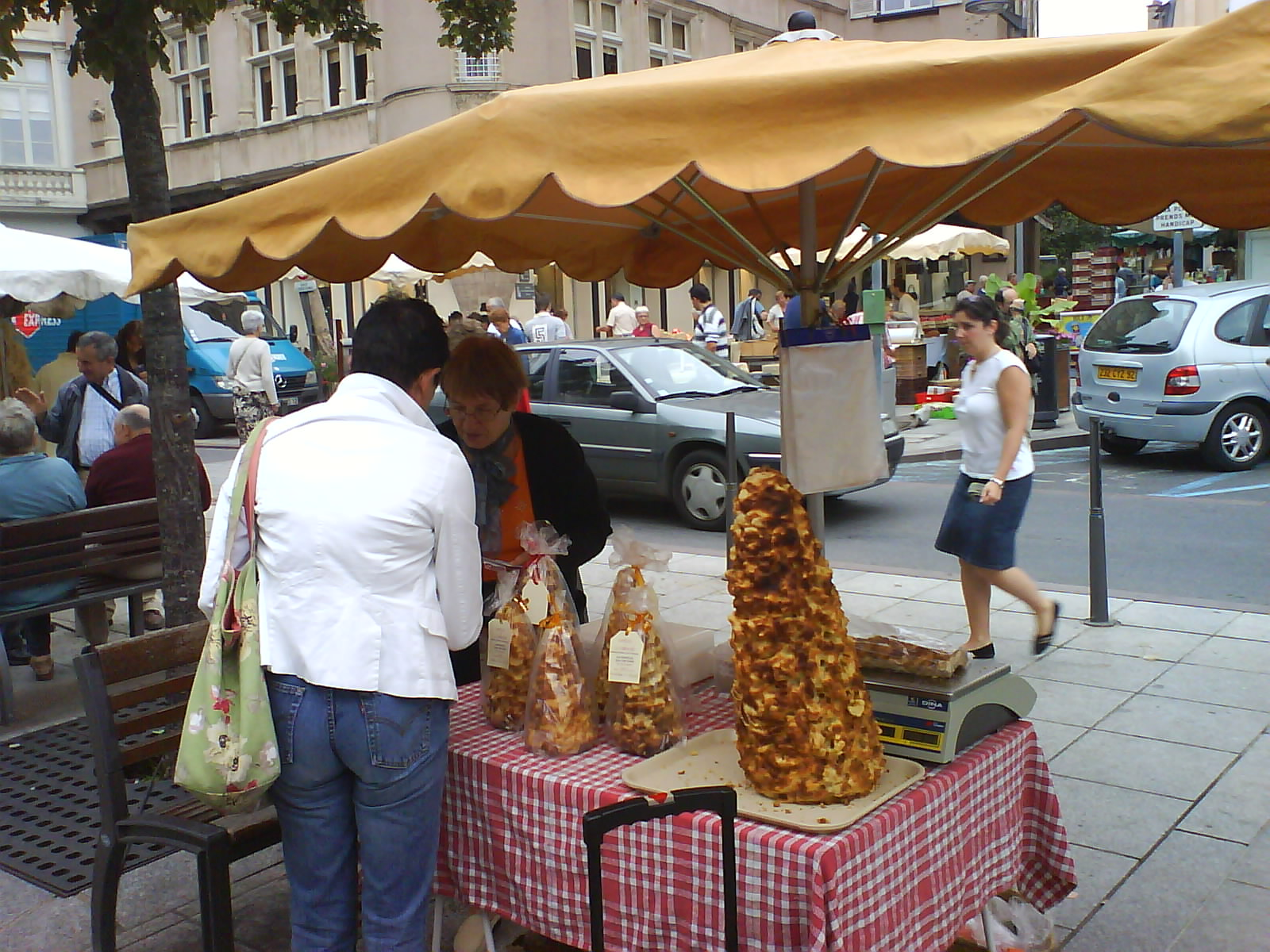
Gâteau à la broche, Mercado de Rodez, Aveyron, Midi-Pyrénées

O baumkuchen é feito aplicando-se camadas finas e homogêneas de massa sobre um espeto e girando-o sobre uma fonte de calor, tradicionalmente fogo a lenha. Cada camada deve dourar antes que uma nova seja acrescentada. Quando o bolo é removido e fatiado, cada camada é separada da seguinte por uma linha dourada, assemelhando-se aos anéis de crescimento em um tronco de árvore seccionado. Um baumkuchen típico é composto de 15 a 20 camadas de massa. Contudo, o processo de camadas pode continuar até o bolo ficar bastante grande. Confeiteiros habilidosos ficaram conhecidos por criarem bolos com 25 camadas e pesando 50 quilos.  Quando feito em um espeto, não é raro que um baumkuchen finalizado chegue a 1,20m de altura.
Os ingredientes típicos do baumkuchen são manteiga, ovos, sal e farinha. Fermento em pó não é considerado um ingrediente tradicional. A proporção de farinha, manteiga e ovos é tipicamente 1:1:2 respectivamente (ou seja, 100 gramas de farinha, 100 gramas de manteiga e 200 gramas de ovos). A receita pode variar acrescentando-se outros ingredientes, como nozes moídas, mel, marzipã, nougat e rum ou conhaque à massa ou recheio O baumkuchen também pode levar cobertura de chocolate ou açúcar. Em algumas receitas, o baumkuchen leva primeiro uma camada de geleia e depois uma de chocolate.

## Variações regionais
- Áustria – Prügelkrapfen
- República tcheca –  Trdelnik
- França – Gâteau à la broche
- Luxemburgo- Baamkuch, servido em ocasiões especiais como casamentos
- Polônia-  Sękacz
- Lituania – Šakotis ou Raguolis (Bankuchenas no oeste da Lituânia; a própria palavra um empréstimo línguístico do alemão Baumkuchen)
- Suécia – Spettekaka, com indicação de procedência geográfica (PGI) registrada pela UE
- Hungria – Kürtőskalács é um bolo semelhante também assado em um espeto.
- Eslováquia – Skalický trdelník, com indicação de procedência geográfica (PGI) registrada pela UE
- Turquia– Makara tatlısı

## Galeria

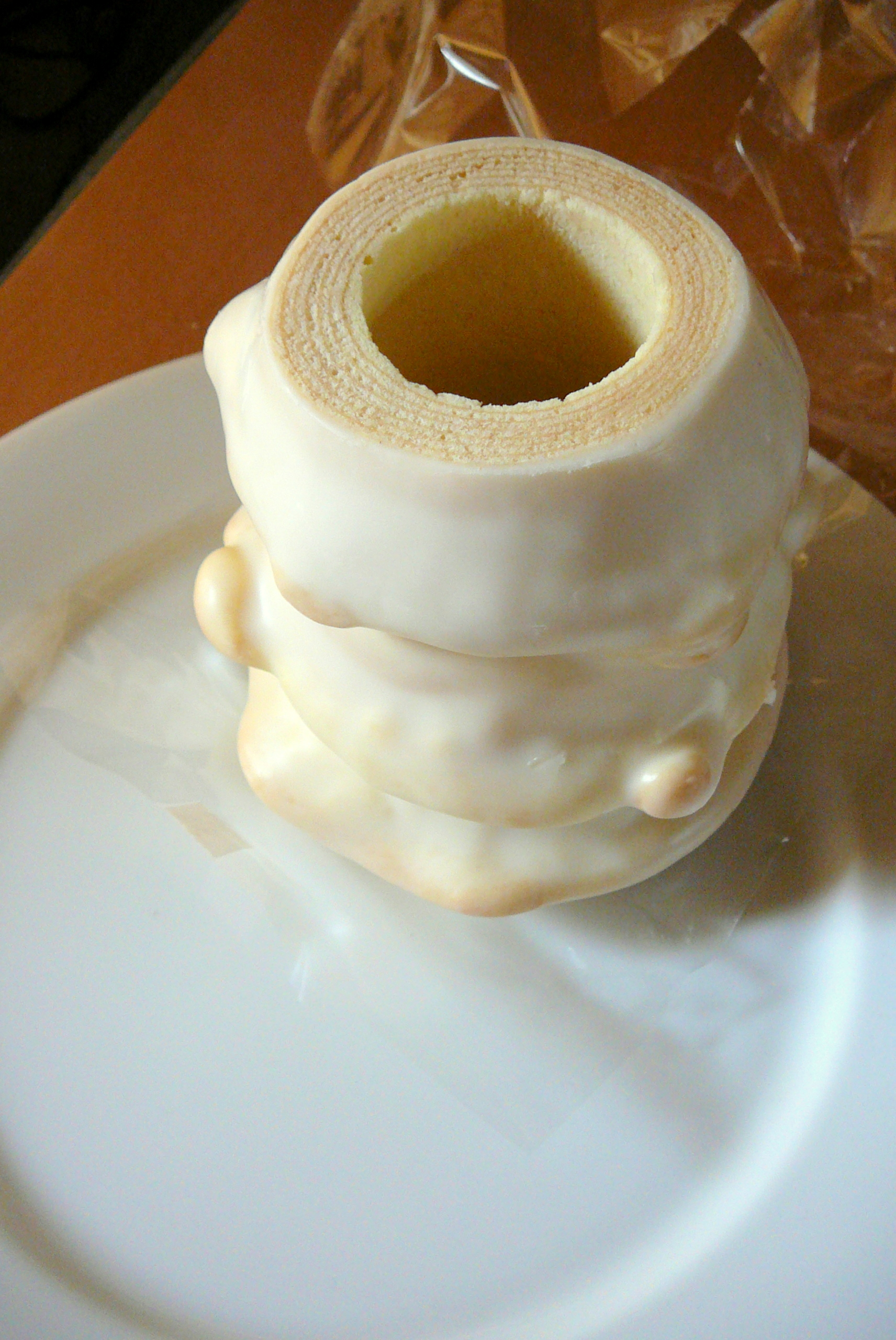
Baumkuchen com cobertura branca antes de ser fatiado...
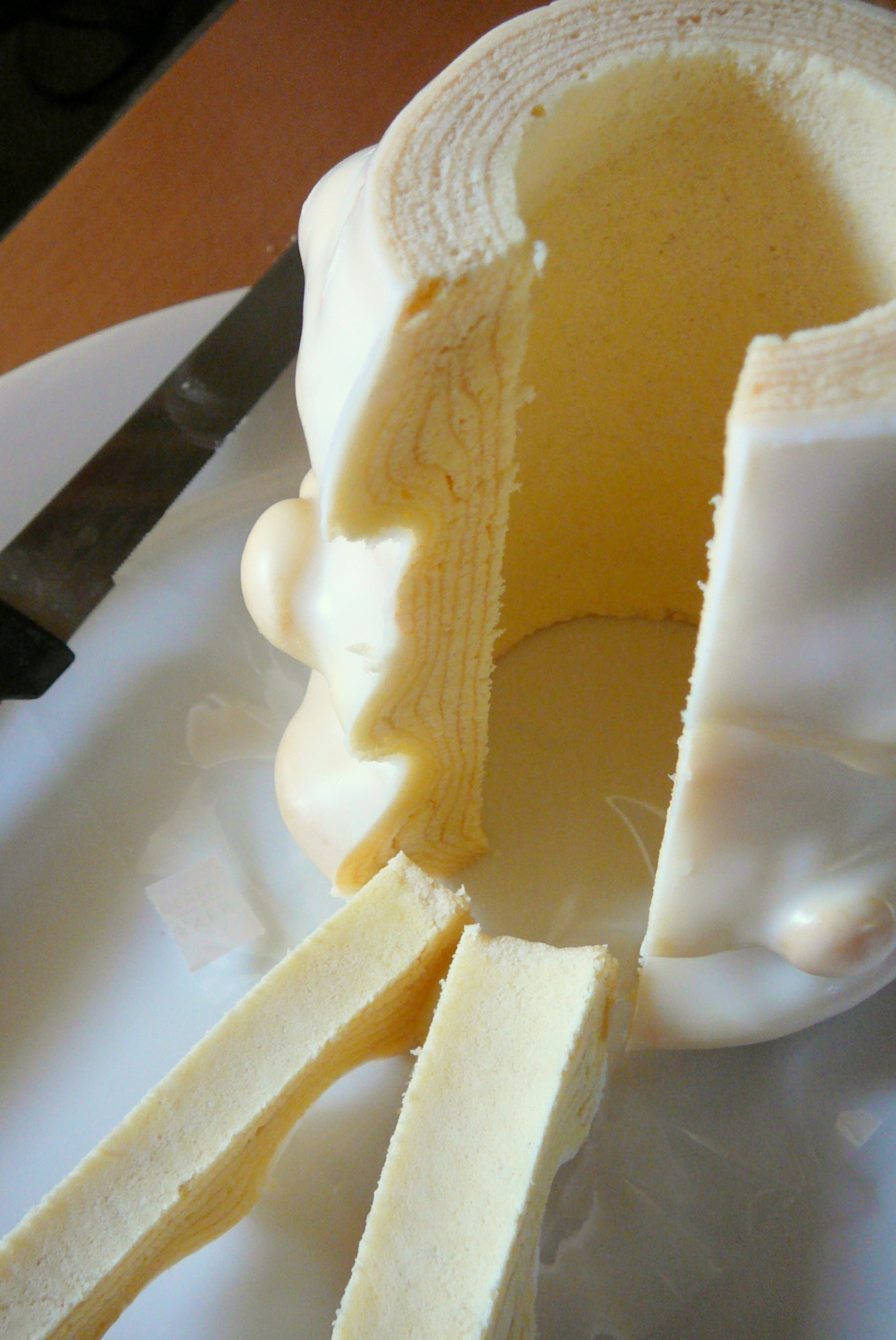
e depois.
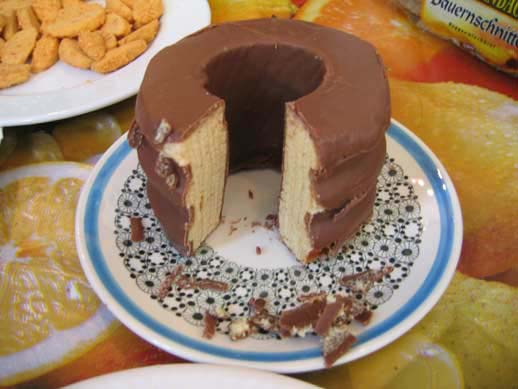
Baumkuchen com cobertura de chocolate
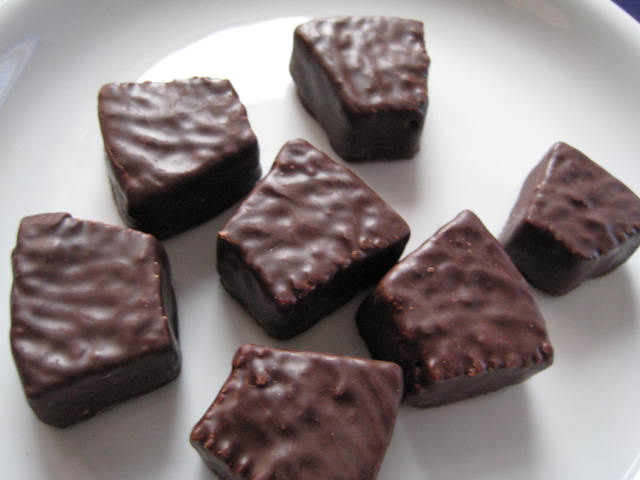
Baumkuchenspitzen,  "bolo árvore" em pedaços
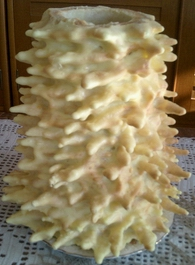
Sękacz/Šakotis, um bolo polonês-lituano similar ao baumkuchen e possivelmente mais antigo

## References
1. ↑  Sheraton, Mimi (23 de novembro de 2009). «Spit Cake». The New Yorker. Consultado em 9 de fevereiro de 2015
2. 1 2  Stanley Cauvain and Linda Young (2001).
3. 1 2  Mimi Sheraton (November 23, 2009) How to bake spit cake.
4. ↑  Alan Davidson and Tom Jaine (2006).
5. 1 2  Baumkuchen – the King of Cakes!
6. ↑  Baumkuchen (Pyramid cake). corsoela.de